# Bostrodes rufisecta
Bostrodes rufisecta är en fjärilsart som beskrevs av W. Warren 1912. Bostrodes rufisecta ingår i släktet Bostrodes och familjen nattflyn. Inga underarter finns listade i Catalogue of Life.